# Estatua de David Farragut (Washington D. C.)
El Almirante David G. Farragut es una estatua en Washington D. C. (Estados Unidos), en honor a David Farragut, un oficial militar de carrera que se desempeñó como el primer almirante en la Armada de los Estados Unidos. El monumento está ubicado en el centro de la Plaza Farragut. La estatua fue esculpida por la artista Vinnie Ream, cuyas obras más conocidas incluyen una estatua de Abraham Lincoln y varias estatuas en la Colección National Statuary Hall. El monumento fue dedicado en 1881 en una ceremonia extravagante a la que asistieron el presidente James A. Garfield, miembros de su gabinete y miles de espectadores. Fue el primer monumento erigido en Washington D. C., en honor a un héroe de guerra naval.
La estatua es uno de los dieciocho monumentos de la Guerra Civil en Washington D. C., que se incluyeron colectivamente en el Registro Nacional de Lugares Históricos en 1978. La estatua de bronce, que descansa sobre una base de granito, fue fundida con las hélices de bronce del USS Hartford y no con cañones enemigos como la mayoría de los monumentos de la Guerra de Secesión en la ciudad. El monumento y el parque que lo rodea son propiedad y están mantenidos por el Servicio de Parques Nacionales, una agencia federal del Departamento del Interior.

## Historia

### Contexto
David Farragut (1801–1870) fue un oficial militar de carrera que entró en combate por primera vez durante la Guerra anglo-estadounidense de 1812 a la edad de 9 años. Sirvió en el USS Essex y fue capturado por los británicos. Tras la guerra, Farragut luchó contra los piratas en las Indias Occidentales en el barco USS Hartford, su primer mando de un buque de la Armada de los Estados Unidos. También luchó en la Intervención estadounidense en México y supervisó la construcción del Astillero Naval de Mare Island en San Francisco. Aunque Farragut y su esposa eran sureños, permanecieron leales a los Estados Unidos durante la Guerra de Secesión. Su éxito en la captura de Nueva Orleans resultó en que Farragut fuera honrado con un nuevo título creado por la Armada, contraalmirante. Continuó teniendo un gran éxito al derrotar a las fuerzas confederadas, sobre todo en la batalla de Mobile Bay, donde pronunció su famosa frase: "¡Malditos torpedos! ¡Máxima velocidad adelante!" Tras la guerra, el presidente Andrew Johnson ascendió a Farragut a almirante, el primer oficial naval estadounidense en recibir el título.
Poco después de la muerte de Farragut en 1870, hubo pedidos de un monumento para honrar al héroe naval. El representante Nathaniel P. Banks presentó una resolución en el Congreso para la erección de un monumento a Farragut. La resolución establecía que la estatua debía ser "según un diseño moldeado a partir de la vida", una advertencia sutil destinada a ayudar a alguien que Banks ya tenía en mente para crear la estatua, el escultor Horatio Stone de Washington D. C., quien afirmó haber conocido a Farragut y ya había comenzado a trabajar en una estatua. La resolución del banco se remitió al Comité Conjunto de Edificios y Terrenos Públicos, donde el comité decidió realizar una competencia, para consternación de Stone. A los escultores solo se les dio sesenta días para presentar modelos de la estatua, pero cuando se aprobó el acto del Congreso que aprobaba el monumento el 16 de abril de 1872, la resolución fue enmendada y el plazo para la presentación de diseños se extendió por nueve meses.

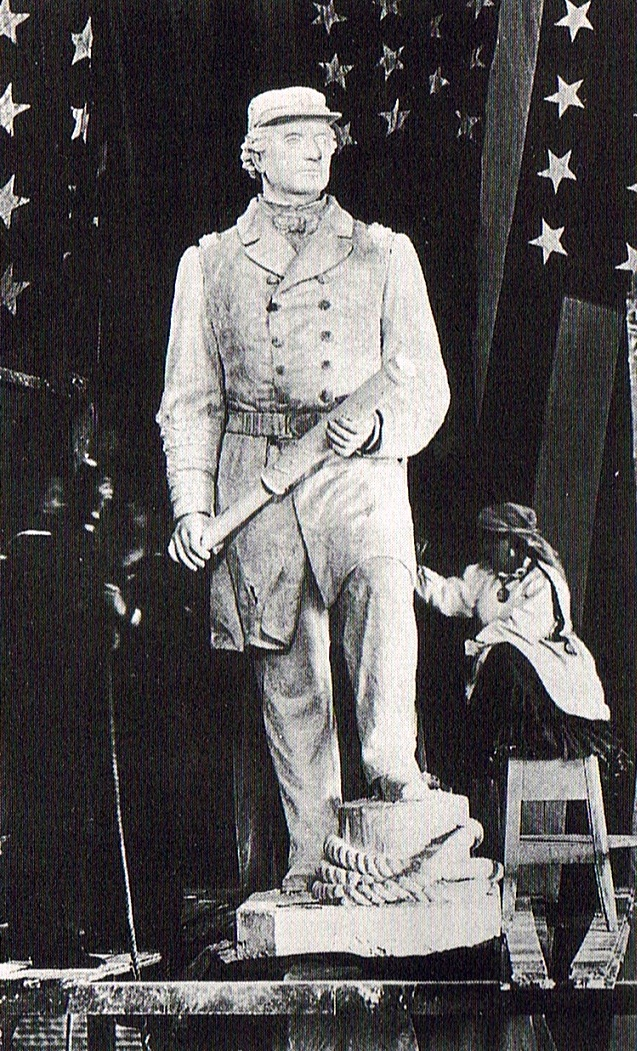
Vinnie Ream trabajando en el modelo de yeso de Farragut.

Vinnie Ream, una escultora que a los diecinueve años había recibido el primer encargo del gobierno otorgado a una artista femenina cuando creó un busto del presidente Abraham Lincoln, comenzó a trabajar en un busto de Farragut, a quien había conocido varias veces. La viuda de Farragut admiró el diseño de Ream y se convirtió en una firme defensora de que se seleccionara el modelo del artista. Virginia escribió cartas de respaldo a los miembros del comité y proporcionó a Ream los nombres de los amigos de Farragut para que ellos también ofrecieran su respaldo al comité. Trece artistas presentaron modelos, siendo Ream la única mujer. Sus diseños se exhibieron en el sótano del Capitolio de los Estados Unidos y varios fueron severamente criticados por la prensa, sobre todo los modelos de J. Wilson MacDonald, Randolph Rogers y Edward Watson.
El modelo de Stone y Ream fue el más elogiado. Varios oficiales navales ponderaron el modelo de Stone, calificándolo de "fiel a la vida" e "insuperable por trabajos similares". El modelo de Ream recibió encomios de varias personas de alto perfil, en particular del presidente Ulysses S. Grant, quien lo llamó "de primera clase". El almirante David Dixon Porter dijo que el modelo "de la señorita Vinnie Ream es el único parecido en el lote". El general William Tecumseh Sherman, quien supuestamente estaba enamorado de Ream, también se convirtió en su firme defensor. Escribió al comité que "el modelo de yeso de Vinnie Ream me pareció decididamente el mejor parecido, y recordó el rostro y la figura del almirante más perfectamente que cualquier otro modelo allí en exhibición". La decisión del comité finalmente terminó en un empate a tres bandas entre Ream, Stone y MacDonald. El proyecto se estancó hasta el próximo Congreso convocado en 1874. Se creó una comisión para seleccionar el ganador, formada por Virginia, Sherman y el secretario de Marina George M. Robeson. Virginia y Sherman votaron por Ream. Pero Robeson no aceptó el resultado y trató en vano de que Virginia cambiara de opinión. Dos meses después de la votación, Robeson cedió y el modelo de Ream fue seleccionado oficialmente.
Ream recibió 20 000 dólares por el diseño y trabajó en la estatua durante los siguientes años. Consultó a Virginia e incorporó sus sugerencias, para deleite de Virginia. En 1879, Ream anunció que el modelo estaba listo para ser moldeado y que el proceso se llevaría a cabo en el Washington Navy Yard, que nunca antes había moldeado una estatua tan grande. Continuó perfeccionando el modelo mientras estaba en el Navy Yard, para deleite de los marineros. Aunque muchas de las estatuas de héroes militares de la ciudad se moldearon con cañones enemigos capturados, la estatua de Farragut se moldeó con las hélices de bronce del USS Hartford que se retiraron y enviaron al Navy Yard. La cantidad de bronce que arrojaron las hélices fue suficiente no solo para la estatua, sino también para los cuatro morteros en las esquinas de la base de la estatua.
El sitio elegido para la estatua fue la plaza Farragut, un parque renombrado en honor al almirante poco después de su muerte. La fecha dedicación original, el 4 de marzo de 1881, se retrasó porque la base de la estatua no estaba lista. La base no llegó hasta el 20 de abril, cinco días antes de la dedicación, lo que resultó en que el esposo de Ream, el teniente Richard L. Hoxie, trabajara día y noche con un equipo de trabajadores para asegurarse de que el sitio estuviera listo. La base se completó y la estatua se erigió solo unas horas antes de que comenzara la ceremonia.

### Dedicación
La estatua fue dedicada a la una de la tardel 25 de abril de 1881, convirtiéndose en el primer monumento erigido en Washington D. C., en honor a un héroe de guerra naval. Los empleados del gobierno solo trabajaron hasta mediodía, al mismo tiempo que comenzaba una procesión en la base del Capitolio. El contingente militar, encabezado por el comodoro Charles H. Baldwin, se desplazó hacia el oeste por la Avenida Pensilvania, donde las casas estaban decoradas con banderines, y pasó la Casa Blanca, antes de dirigirse hacia el norte por la Avenida Connecticut. Las casas que rodean la plaza fueron decoradas con serpentinas y banderas. Cerca de 4000 invitados, incluidos miembros del Gran Ejército de la República y compañeros marineros que sirvieron junto a Farragut, escucharon a John Philip Sousa dirigir la Banda de la Marina mientras llenaban tres gradas temporales que se construyeron en tres lados de la estatua. Los invitados distinguidos incluyeron al presidente James A. Garfield y su esposa, Lucretia, miembros del gabinete del presidente, Virginia Farragut y Ream.

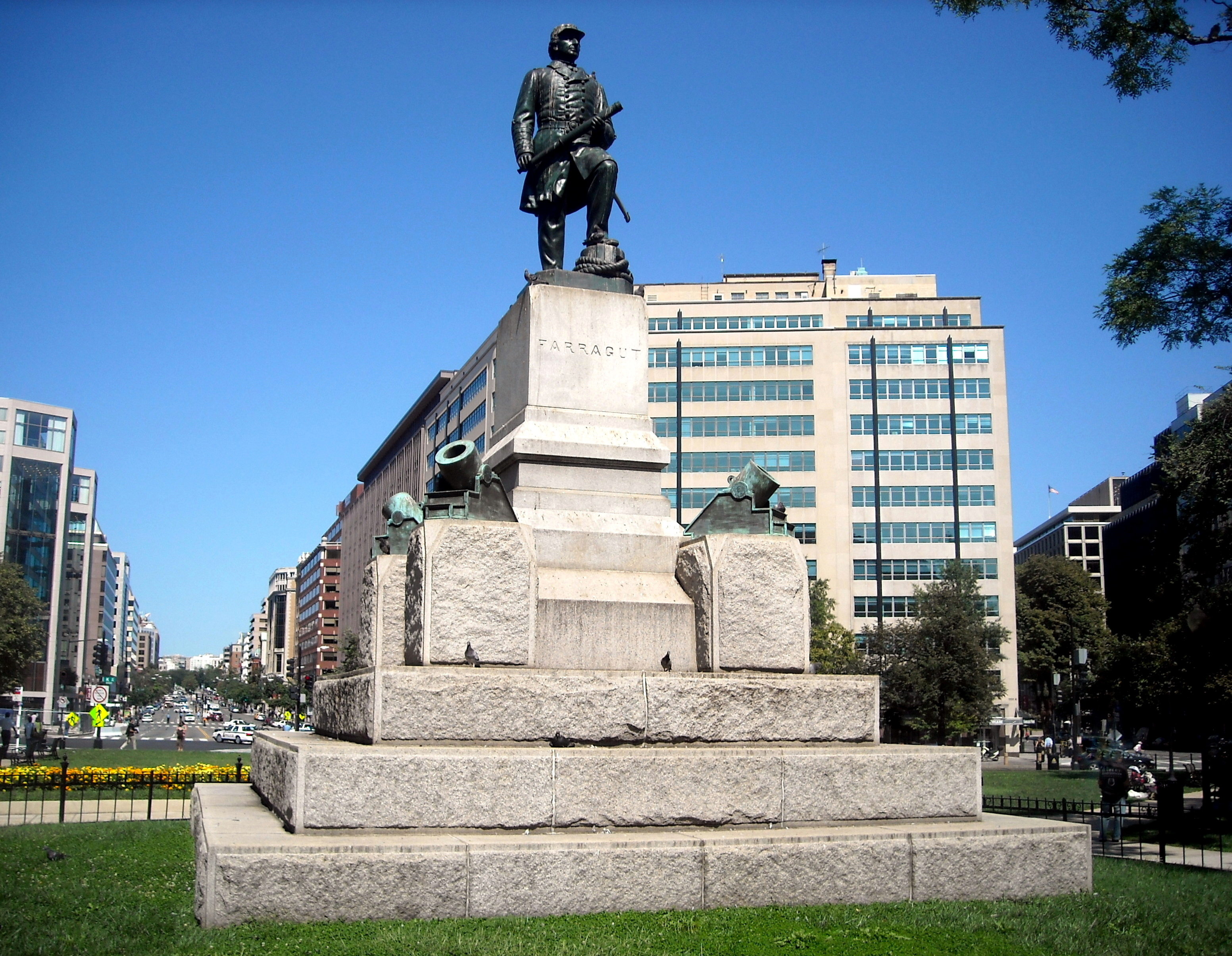
El monumento Farragut con la Avenida Connecticut al fondo.

El reverendo Arthur Brooks dirigió una oración de apertura, seguida de la inauguración de la estatua por parte de dos miembros de la tripulación de Farragut en Hartford, el intendente C. B. Knowles y el contramaestre James Wiley. Cuando se inauguró la estatua, la Marine Band comenzó a tocar una marcha y se disparó una salva de diecisiete cañonazos desde la cercana plaza Lafayette. El secretario de Marina William H. Hunt luego presentó al presidente, quien aceptó formalmente la estatua en nombre del pueblo estadounidense y pronunció un breve discurso. Luego, el ex director general de correos Horace Maynard y el senador Daniel W. Voorhees pronunciaron discursos, seguidos por la banda de la Marina tocando " Hail to the Chief " y otro saludo de diecisiete cañonazos. Tras la ceremonia, la procesión militar saludó a la estatua mientras marchaban de regreso por la avenida Connecticut, pasando por la Casa Blanca y por la avenida Pensilvania.

### Historia posterior
La estatua de Farragut es uno de los dieciocho monumentos de la Guerra de Secesión en Washington D. C., que se incluyeron colectivamente en el Registro Nacional de Lugares Históricos el 20 de septiembre de 1978 y en el Inventario de Sitios Históricos del Distrito de Columbia el 3 de marzo de 1979. Es uno de los pocos monumentos de la Guerra de Secesión que no es una escultura ecuestre. Los otros son la Fuente de Dupont Circle, el Monumento al Gran Ejército de la República de Stephenson, las Monjas del Campo de Batalla, el Monumento a la Paz, el Monumento a Albert Pike y una estatua de John Aaron Rawlins. El monumento y el parque son propiedad y están mantenidos por el Servicio de Parques Nacionales, una agencia federal del Departamento del Interior.

## Diseño y ubicación
La estatua está ubicada en el centro de Farragut Square, un parque en el centro de Washington D. C., bordeado por K Street (norte), I Street (sur) y 17th Street NW (este y oeste). Dos aceras dividen el parque desde las esquinas noroeste a sureste, a ambos lados de la estatua, en el eje de Connecticut Avenue. Otra acera conduce desde las esquinas noreste a suroeste y corre a lo largo de la estatua. Una pequeña cerca de hierro ornamental rodea la base de la estatua.
La estatua de bronce mide 3 m de alto, 0,9 m de ancho, y 0,9 m de largo. Farragut está representado con su uniforme militar y de pie en la cubierta de su barco, mirando hacia el sur, hacia la Casa Blanca. Su rodilla derecha está doblada mientras su pie derecho descansa sobre un cabrestante. Él está sosteniendo un telescopio con ambas manos. La base, hecha de granito de Rockland, Maine, tiene 4,9 m de alto, 5,5 m de largo, y 7,3 m de ancho. Es una base cuadrada de tres niveles con una argamasa picada en cada esquina. La inscripción "FARRAGUT" está en el frente de la base. Dentro de la base hay una caja que contiene documentos relacionados con la carrera de Farragut, una historia de la escultura, una copia del Registro del Ejército y la Marina y un modelo de bronce de la hélice utilizada para fundir la estatua y los morteros.